# Serena Reinaldi
 (février 2024).
Serena Reinaldi est une actrice italienne, née le 2 mars 1978, à Moncalieri en Italie.

## Biographie
Originaire de Turin, Serena Reinaldi est diplômée du Conservatoire des arts dramatiques de Bologne.
Elle travaille avec des associations en Italie, qui mènent des actions de soutien et réinsertion pour  ex-toxicomanes, et dirige des ateliers théâtre pour adolescents en situation familiale difficile.
Elle poursuit parallèlement sa carrière de comédienne avec des grands metteurs en scène italiens comme Vittorio Franceschi, Francesco Salveti, Walter Le Moli.
Ses études universitaires en lettres l’emmènent à Paris, avec une bourse Erasmus.
Déterminée à se consacrer à des projets personnels, elle renoue avec ses racines en créant à Avignon en 2005 Parole Parole d’après Dario Fo — prix Nobel de littérature 1997 — et Franca Rame, qu’elle joue seule sur scène pendant plus de deux ans, au théâtre du Ranelagh puis en tournée.
Elle fait ses débuts au cinéma dans Les Bronzés 3 : Amis pour la vie, réalisée par Patrice Leconte.
Du 26 avril 2003 au 5 juillet 2003 elle est candidate au jeu de télé réalité Nice People, sur TF1, dont elle est sacrée gagnante.
En 2007, elle tourne son premier court-métrage comme réalisatrice, Ainsi font font font, un film sur la thématique des violences faites aux femmes, qui est sélectionné au Festival du film de Turin de Nanni Moretti.
En France, elle joue dans plusieurs spectacles dont Les Demoiselles d’Avignon aux côtés de Catherine Allégret, en solo dans Gueule de mariée au Théâtre du Gymnase, dans Ciao Amore au Théâtre de la Gaîté-Montparnasse en 2010, en tournée en France, Suisse et Belgique.
En tournant dans un film pour France 2 autour de la prison féminine réalisé par Éric Mahe, elle s’intéresse au milieu carcéral et crée en septembre 2009 un spectacle intitulé Il était encore une fois, avec quinze détenues de la Maison d'arrêt de Fleury-Mérogis, et réalise un documentaire qui retrace cette expérience.
Serena Reinaldi a été également chroniqueuse sur France 3 Paris Île-de-France dans l’émission On en parle à Paris.
Elle a participé au Festival de Grignan 2009, dans les Lettres de Cristina Campo. Elle coécrit avec Christophe Alévêque le scénario grinçant de la bande dessinée Adam et Ève
Elle incarne en 2012 le rôle principal dans la série Interpol sur TF1.
Elle co-écrit et joue dans 2000 Ans de mensonge avec Christophe Alévêque, création au Festival d'Avignon en 2013 et en tournée.
À l'affiche de Ah! Le Grand Homme au Théâtre de l'Atelier en 2016 , mise en scène par Panchika Velez, production Acte 2, pièce écrite par Pierre et Simon Pradinas.
En 2015 elle intègre l’équipe de Et pendant ce temps Simone Veille ! aux côtés de Trinidad, au Studio Hébertot. Avec Bambina, l'histoire d'une call-girl qui a fait tomber le pouvoir, seule en scène qu'elle écrit elle-même, elle poursuit son engagement et sa volonté d’artiste au service des questions qui plus l’interpellent comme la parité, l’égalité et le rôle de la femme dans notre société.

## Vie privée
Elle est en couple avec l'humoriste français Christophe Alévêque, qu'elle a rencontré en 2008 et avec qui elle a un fils, Marcello, né en 2017.

## Filmographie

### Cinéma
- 2005 : Les Bronzés 3 : Amis pour la vie de Patrice Leconte
- 2021 : Les Tuche 4

### Télévision
- 2004 : Sous le soleil (saison 9)
- 2012 : Interpol (saison 3) : Stella Bianchi

## Théâtre
Metteur en scène
- 2008 : Il était encore une fois...

Comédienne
- 2004 : Décalage Lombaire, mise en scène Jean-Pierre Dravel et Olivier Macé,
- 2005 : Parole parole, mise en scène Christophe Correia,
- 2008 : Les Demoiselles d'Avignon de Jaime Salom, mise en scène Olivier Macé, théâtre Rive Gauche
- 2008 : Gueule de mariee, mise en scène Serge Sandor
- 2010 : Les Diablogues de Roland Dubillard, mise en scène Anouche Setbon, Théâtre la Luna à Avignon
- 2010 : Ciao Amore de Jérôme L'Hotsky, mise en scène Philippe Sohier, théâtre de la Gaîté-Montparnasse
- 2014 : Ah ! Le Grand Homme de Pierre Pradinas et Simon Pradinas, mise en scène Panchika Velez, tournée
- 2016 : Ah ! Le Grand Homme de Pierre Pradinas et Simon Pradinas, mise en scène Panchika Velez, théâtre de l'Atelier
- 2018 : Bambina, l'histoire d'une call-girl qui a fait tomber le pouvoir de Serena Reinaldi, mise en scène de Sébastien Rajon